# Callistethus pyritosus
Callistethus pyritosus är en skalbaggsart som beskrevs av Wilhelm Ferdinand Erichson 1847. Callistethus pyritosus ingår i släktet Callistethus och familjen Rutelidae. Inga underarter finns listade.